# Colin St. John Wilson

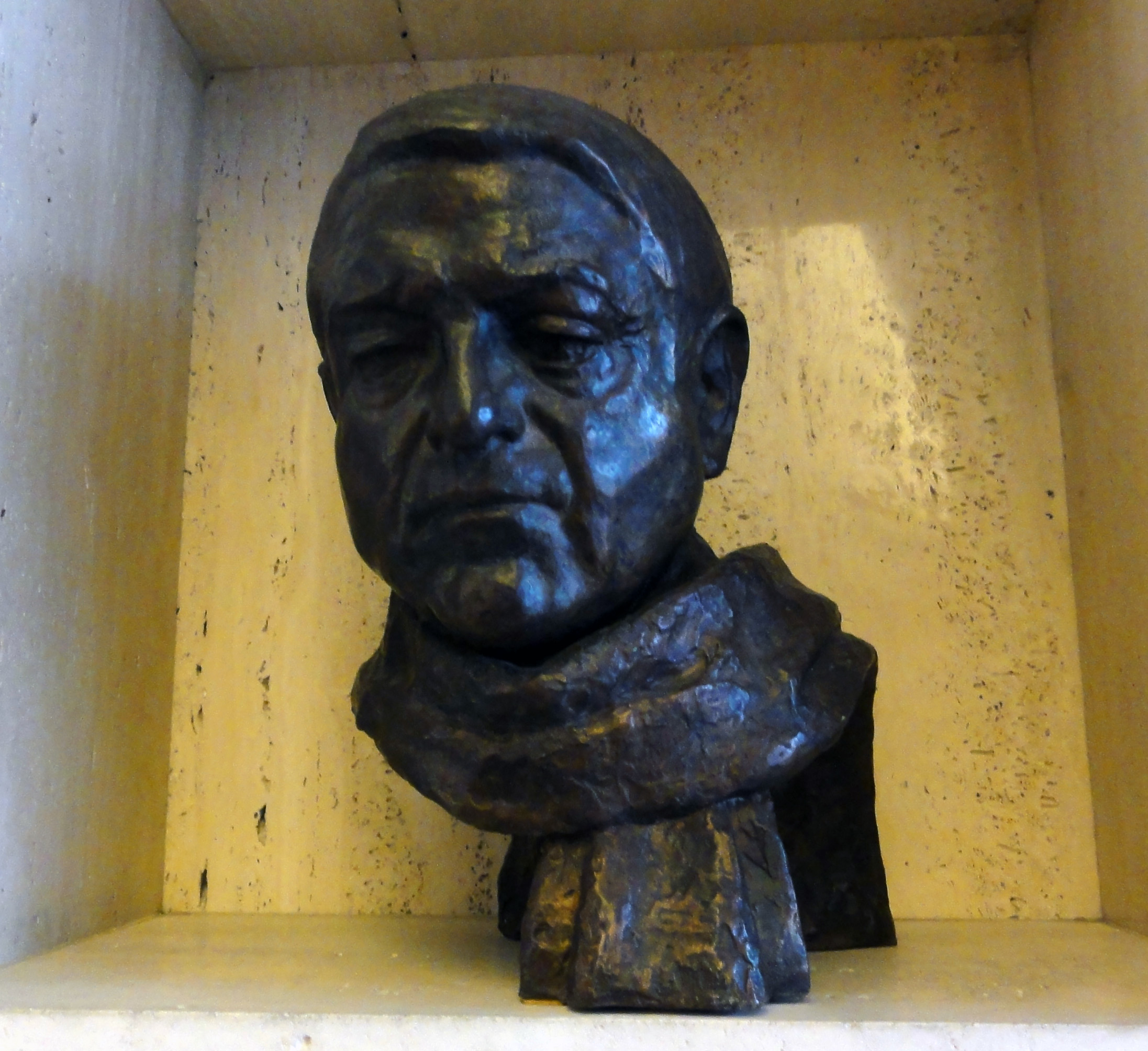
Büste Wilsons im Foyer der British Library

Sir Colin Alexander St. John „Sandy“ Wilson, FRIBA, RA (* 14. März 1922 in Cheltenham; † 14. Mai 2007) war ein britischer Architekt, Dozent und Autor. Als sein bekanntestes Bauwerk gilt die British Library, für die er 30 Jahre lang plante.
Er heiratete zweimal. Zunächst Muriel Lavendel 1955, doch ein Jahr nach der Scheidung 1971 heiratete er 1972 die Architektin Mary Jane Long. Mit Long hat er einen Sohn und eine Tochter.
1998 wurde er als Knight Bachelor geadelt.